# Verein für Leibesübungen von 1899 2003-2004
Questa voce raccoglie le informazioni riguardanti il Verein für Leibesübungen von 1899 nelle competizioni ufficiali della stagione 2003-2004.

## Stagione
Nella stagione 2003-2004 l'Osnabrück, allenato da Frank Pagelsdorf e Thorsten Haas, concluse il campionato di 2. Bundesliga al 18º posto. In Coppa di Germania l'Osnabrück fu eliminato al primo turno dall'Hansa Rostock.

## Rosa
| N. |                         | Ruolo | Calciatore          |
| -- | ----------------------- | ----- | ------------------- |
| 2  | Turchia (bandiera)      | D     | Deniz Doğan         |
| 3  | Brasile (bandiera)      | D     | Sidney              |
| 4  | Germania (bandiera)     | D     | Marko Tredup        |
| 5  | Germania (bandiera)     | D     | Alexander Ukrow     |
| 6  | Germania (bandiera)     | C     | Wolfgang Schütte    |
| 7  | Germania (bandiera)     | C     | Guido Spork         |
| 8  | Stati Uniti (bandiera)  | C     | Joe Enochs          |
| 9  | Ungheria (bandiera)     | A     | István Ferenczi     |
| 11 | Germania (bandiera)     | A     | Christian Claaßen   |
| 12 | Germania (bandiera)     | P     | Alexander Kuschmann |
| 13 | RD del Congo (bandiera) | A     | Addy-Waku Menga     |
| 14 | Albania (bandiera)      | A     | Harun Isa           |
| 16 | Germania (bandiera)     | P     | Timo Ochs           |
| 17 | Croazia (bandiera)      | D     | Mile Božić          |
| 18 | Germania (bandiera)     | D     | Stefan Leimbrink    |

| N. |                                 | Ruolo | Calciatore                  |
| -- | ------------------------------- | ----- | --------------------------- |
| 19 | Turchia (bandiera)              | C     | Anel Džaka                  |
| 22 | Germania (bandiera)             | D     | Jens Langeneke              |
| 23 | Germania (bandiera)             | D     | Arne Tammen                 |
| 24 | Germania (bandiera)             | A     | Marcel von Walsleben-Schied |
| 25 | Germania (bandiera)             | D     | René Schneider              |
| 26 | Brasile (bandiera)              | D     | Gledson                     |
| 27 | Germania (bandiera)             | C     | Benjamin Schüßler           |
| 28 | Germania (bandiera)             | C     | Christian Lenze             |
| 29 | Israele (bandiera)              | D     | Jacov Nachtailer            |
| 30 | Bosnia ed Erzegovina (bandiera) | D     | Džemal Berberović           |
| 31 | Senegal (bandiera)              | D     | Dame Diouf                  |
| 32 | Lituania (bandiera)             | A     | Valdas Trakys               |
| 33 | Brasile (bandiera)              | C     | Flavio Faroni               |
|    | Germania (bandiera)             | D     | Stefan Heyken               |

## Organigramma societario
Area tecnica
- Allenatore: Thorsten Haas
- Allenatore in seconda: Heiko Flottmann
- Preparatore dei portieri: Rolf Meyer
- Preparatori atletici:

## Calciomercato

### Sessione estiva
| Acquisti | Acquisti                    | Acquisti         | Acquisti |
| R.       | Nome                        | da               | Modalità |
| -------- | --------------------------- | ---------------- | -------- |
| D        | Džemal Berberović           | Sarajevo         |          |
| D        | Gledson                     | LR Ahlen         |          |
| D        | Mile Božić                  | Bayer Leverkusen |          |
| D        | Deniz Doğan                 | Amburgo II       |          |
| C        | Anel Džaka                  | Bayer Leverkusen |          |
| A        | Dimitrijus Guščinas         | Holstein Kiel    |          |
| D        | Jens Langeneke              | RW Oberhausen    |          |
| P        | Timo Ochs                   | Hannover 96      |          |
| P        | Sven Scheuer                | Grazer AK        |          |
| A        | Marcel von Walsleben-Schied | Hansa Rostock    |          |

| Cessioni | Cessioni               | Cessioni          | Cessioni |
| R.       | Nome                   | da                | Modalità |
| -------- | ---------------------- | ----------------- | -------- |
| C        | Ismail Altunsaban      | Neumünster        |          |
| D        | Kemal Halat            | Berliner AK 07    |          |
| D        | Mentor Miftari         | Lokomotive Lipsia |          |
| C        | Christian Schiffbänker | Oldenburg         |          |
| C        | Manuel Weinrich        | Oldenburg         |          |

### Sessione invernale
| Acquisti | Acquisti         | Acquisti         | Acquisti |
| R.       | Nome             | da               | Modalità |
| -------- | ---------------- | ---------------- | -------- |
| D        | Dame Diouf       | Hannover 96      |          |
| D        | Jacov Nachtailer | Maccabi Tel Aviv |          |
| A        | Valdas Trakys    | Greuther Fürth   |          |
| A        | István Ferenczi  | MTK Budapest     |          |
| D        | Stefan Heyken    | Osnabrück II     |          |
| C        | Christian Lenze  | Werder Brema II  |          |

| Cessioni | Cessioni            | Cessioni        | Cessioni |
| R.       | Nome                | da              | Modalità |
| -------- | ------------------- | --------------- | -------- |
| A        | Dimitrijus Guščinas | Stoccarda II    |          |
| D        | Philipp Haastrup    | Rot-Weiss Essen |          |
| C        | Artur Zimmermann    | Uerdingen 05    |          |
| A        | Angelo Vier         | Verl            |          |

## Risultati

### 2. Bundesliga

#### Girone di andata
| Arbitro: | Gagelmann |

|  |           |                          |
|  | Marcatori | 45’ von Walsleben-Schied |

| Arbitro: | Kinhöfer |

|                          |           |                 |
| von Walsleben-Schied 57’ | Marcatori | 22’, 56’ Saenko |

| Arbitro: | Seemann |

|                                                     |           |              |
| Reisinger 5’ Frühbeis 39’ Everaldo 79’ Mokhtari 80’ | Marcatori | 52’ Guščinas |

| Arbitro: | Scheppe |

|                             |           |                            |
| Kramny 15’ (aut.) Džaka 38’ | Marcatori | 8’ (rig.) Thurk 48’ Gerber |

| Arbitro: | Albrecht |

|                                            |           |  |
| Kaufman 5’ (rig.) Reghecampf 42’ Silva 54’ | Marcatori |  |

| Arbitro: | Drees |

|  |           |                |
|  | Marcatori | 79’ Toppmöller |

| Arbitro: | Weber |

|             |           |                          |
| İnceman 72’ | Marcatori | 55’ von Walsleben-Schied |

| Arbitro: | Perl |

|                              |           |                       |
| von Walsleben-Schied 9’, 53’ | Marcatori | 35’ Bugera 48’ Keidel |

| Arbitro: | Keßler |

|            |           |           |
| Kullig 21’ | Marcatori | 45’ Džaka |

| Arbitro: | Jansen |

|                        |           |             |
| Džaka 43’ Schüßler 90’ | Marcatori | 10’ Seifert |

| Arbitro: | Hoyzer |

|             |           |  |
| Kritzer 66’ | Marcatori |  |

| Arbitro: | Marks |

|                                           |           |  |
| Claaßen 22’ von Walsleben-Schied 52’, 74’ | Marcatori |  |

| Arbitro: | Schalk |

|                         |           |  |
| Ristić 30’ Sobotzik 90’ | Marcatori |  |

| Arbitro: | Kammerer |

|                                         |           |           |
| Menga 30’, 58’ von Walsleben-Schied 48’ | Marcatori | 85’ Blank |

| Arbitro: | Seemann |

|                       |           |  |
| Mintál 34’ Vittek 61’ | Marcatori |  |

| Arbitro: | Brych |

|                                     |           |  |
| Küntzel 27’, 29’, 41’, 55’ Vata 65’ | Marcatori |  |

| Arbitro: | Albrecht |

|  |           |                         |
|  | Marcatori | 45’ Aliaj 72’ Ouédraogo |

#### Girone di ritorno
| Arbitro: | Koop |

|           |           |                     |
| Lenze 44’ | Marcatori | 33’ Sopić 84’ Bamba |

| Arbitro: | Schalk |

|                           |           |  |
| Saenko 18’, 35’ Casey 25’ | Marcatori |  |

| Arbitro: | Raquet |

|                                                 |           |  |
| Gledson 42’ Enochs 48’ von Walsleben-Schied 65’ | Marcatori |  |

| Magonza 20 febbraio 2004, ore 19:00 CET 21ª giornata | Magonza | 0 – 0 referto | Osnabrück | Stadion am Bruchweg (14 700 spett.)\| Arbitro: \| Weber \| |
| Arbitro:                                             | Weber   |               |           |                                                            |

| Arbitro: | Perl |

|  |           |                |
|  | Marcatori | 53’ Reghecampf |

| Arbitro: | Brych |

|             |           |  |
| Noveski 87’ | Marcatori |  |

| Arbitro: | Weber |

|  |           |            |
|  | Marcatori | 18’ Heller |

| Arbitro: | Späker |

|                                       |           |           |
| Bugera 26’ (rig.) Kurth 45’ Kasmi 88’ | Marcatori | 28’ Lenze |

| Arbitro: | Marks |

|                                                 |           |             |
| von Walsleben-Schied 13’ Lenze 34’ Ferenczi 59’ | Marcatori | 4’ Thorwart |

| Arbitro: | Anklam |

|                              |           |                          |
| Šukalo 32’ Copado 55’ (rig.) | Marcatori | 37’ von Walsleben-Schied |

| Arbitro: | Pickel |

|                                                 |           |  |
| Lenze 23’ Schüßler 62’ von Walsleben-Schied 83’ | Marcatori |  |

| Treviri 18 aprile 2004, ore 15:00 CEST 29ª giornata | Eintracht Treviri | 0 – 0 referto | Osnabrück | Moselstadion (6 900 spett.)\| Arbitro: \| Kinhöfer \| |
| Arbitro:                                            | Kinhöfer          |               |           |                                                       |

| Arbitro: | Drees |

|  |           |                       |
|  | Marcatori | 24’ Sobotzik 48’ Page |

| Arbitro: | Sippel |

|                         |           |           |
| Grlić 67’ Klitzpera 79’ | Marcatori | 75’ Diouf |

| Arbitro: | Weber |

|                                 |           |                                         |
| Lenze 39’, 45’ (rig.) Džaka 72’ | Marcatori | 9’, 73’ Štefulj 71’ Vittek 85’ Kießling |

| Osnabrück 16 maggio 2004, ore 15:00 CEST 33ª giornata | Osnabrück | 0 – 0 referto | Arminia Bielefeld | Piepenbrockstadion an der Bremer Brücke (16 000 spett.)\| Arbitro: \| Fleischer \| |
| Arbitro:                                              | Fleischer |               |                   |                                                                                    |

| Arbitro: | Stark |

|                                       |           |                  |
| Rietpietsch 22’ Aliaj 49’ Simioni 78’ | Marcatori | 33’, 38’ Schütte |

### Coppa di Germania
| Arbitro: | Aust |

|                                      |                      |                                       |
| Guščinas Mičevski Tammen Džaka Spork | Tiri di rigore 4 – 5 | Rydlewicz Max Rasmussen Lantz Persson |

## Statistiche

### Statistiche di squadra
| Competizione      | Punti | In casa | In casa | In casa | In casa | In casa | In casa | In trasferta | In trasferta | In trasferta | In trasferta | In trasferta | In trasferta | Totale | Totale | Totale | Totale | Totale | Totale | DR  |
| Competizione      | Punti | G       | V       | N       | P       | Gf      | Gs      | G            | V            | N            | P            | Gf           | Gs           | G      | V      | N      | P      | Gf     | Gs     | DR  |
| ----------------- | ----- | ------- | ------- | ------- | ------- | ------- | ------- | ------------ | ------------ | ------------ | ------------ | ------------ | ------------ | ------ | ------ | ------ | ------ | ------ | ------ | --- |
| 2. Bundesliga     | 28    | 17      | 6       | 3       | 8       | 26      | 22      | 17           | 1            | 4            | 12           | 9            | 33           | 34     | 7      | 7      | 20     | 35     | 55     | -20 |
| Coppa di Germania | -     | 1       | 0       | 1       | 0       | 0       | 0       | 0            | 0            | 0            | 0            | 0            | 0            | 1      | 0      | 1      | 0      | 0      | 0      | 0   |
| Totale            | 28    | 18      | 6       | 4       | 8       | 26      | 22      | 17           | 1            | 4            | 12           | 9            | 33           | 35     | 7      | 8      | 20     | 35     | 55     | -20 |

### Andamento in campionato
| Giornata  | 1 | 2  | 3  | 4  | 5  | 6  | 7  | 8  | 9  | 10 | 11 | 12 | 13 | 14 | 15 | 16 | 17 | 18 | 19 | 20 | 21 | 22 | 23 | 24 | 25 | 26 | 27 | 28 | 29 | 30 | 31 | 32 | 33 | 34 |
| --------- | - | -- | -- | -- | -- | -- | -- | -- | -- | -- | -- | -- | -- | -- | -- | -- | -- | -- | -- | -- | -- | -- | -- | -- | -- | -- | -- | -- | -- | -- | -- | -- | -- | -- |
| Luogo     | T | C  | T  | C  | T  | C  | T  | C  | T  | C  | T  | C  | T  | C  | T  | T  | C  | C  | T  | C  | T  | C  | T  | C  | T  | C  | T  | C  | T  | C  | T  | C  | C  | T  |
| Risultato | V | P  | P  | N  | P  | P  | N  | N  | N  | V  | P  | V  | P  | V  | P  | P  | P  | P  | P  | V  | N  | P  | P  | P  | P  | V  | P  | V  | N  | P  | P  | P  | N  | P  |
| Posizione | 7 | 10 | 15 | 15 | 17 | 17 | 17 | 17 | 17 | 16 | 17 | 13 | 16 | 15 | 15 | 17 | 18 | 18 | 18 | 18 | 18 | 18 | 18 | 18 | 18 | 18 | 18 | 18 | 18 | 18 | 18 | 18 | 18 | 18 |

Legenda:

Luogo: C = Casa; T = Trasferta. Risultato: V = Vittoria; N = Pareggio; P = Sconfitta.

### Statistiche dei giocatori
!! colspan="4" | Totale

| Giocatore               | 2. Bundesliga | 2. Bundesliga | 2. Bundesliga | 2. Bundesliga | Coppa di Germania D. Berberović | Coppa di Germania D. Berberović | Coppa di Germania D. Berberović | Coppa di Germania D. Berberović | 13       | 0    | 4           | 0          | 0 | 0 | 0 | 0 | 13 | 0 | 4 | 0 |
| Giocatore               | Presenze      | Reti          | Ammonizioni   | Espulsioni    | Presenze                        | Reti                            | Ammonizioni                     | Espulsioni                      | Presenze | Reti | Ammonizioni | Espulsioni |   |   |   |   |    |   |   |   |
| M. Božić                | 4             | 0             | 0             | 0             | 1                               | 0                               | 1                               | 0                               | 5        | 0    | 1           | 0          |   |   |   |   |    |   |   |   |
| C. Claaßen              | 19            | 1             | 3             | 0             | 0                               | 0                               | 0                               | 0                               | 19       | 1    | 3           | 0          |   |   |   |   |    |   |   |   |
| D. Diouf                | 6             | 1             | 1             | 0             | 0                               | 0                               | 0                               | 0                               | 6        | 1    | 1           | 0          |   |   |   |   |    |   |   |   |
| D. Doğan                | 14            | 0             | 1             | 0             | 1                               | 0                               | 1                               | 0                               | 15       | 0    | 2           | 0          |   |   |   |   |    |   |   |   |
| A. Džaka                | 27            | 4             | 5             | 0             | 1                               | 0                               | 0                               | 0                               | 28       | 4    | 5           | 0          |   |   |   |   |    |   |   |   |
| J. Enochs               | 31            | 1             | 8             | 1             | 1                               | 0                               | 1                               | 0                               | 32       | 1    | 9           | 1          |   |   |   |   |    |   |   |   |
| F. Faroni               | 6             | 0             | 1             | 0             | 0                               | 0                               | 0                               | 0                               | 6        | 0    | 1           | 0          |   |   |   |   |    |   |   |   |
| I. Ferenczi             | 5             | 1             | 1             | 0             | 0                               | 0                               | 0                               | 0                               | 5        | 1    | 1           | 0          |   |   |   |   |    |   |   |   |
| G. Gledson              | 27            | 1             | 5             | 0             | 1                               | 0                               | 0                               | 0                               | 28       | 1    | 5           | 0          |   |   |   |   |    |   |   |   |
| D. Guščinas             | 10            | 1             | 2             | 0             | 1                               | 0                               | 0                               | 0                               | 11       | 1    | 2           | 0          |   |   |   |   |    |   |   |   |
| P. Haastrup             | 1             | 0             | 0             | 0             | 0                               | 0                               | 0                               | 0                               | 1        | 0    | 0           | 0          |   |   |   |   |    |   |   |   |
| S. Heyken               | 0             | 0             | 0             | 0             | 0                               | 0                               | 0                               | 0                               | 0        | 0    | 0           | 0          |   |   |   |   |    |   |   |   |
| H. Isa                  | 4             | 0             | 0             | 0             | 0                               | 0                               | 0                               | 0                               | 4        | 0    | 0           | 0          |   |   |   |   |    |   |   |   |
| A. Kuschmann            | 1             | 0             | 0             | 0             | 0                               | 0                               | 0                               | 0                               | 1        | 0    | 0           | 0          |   |   |   |   |    |   |   |   |
| J. Langeneke            | 33            | 0             | 6             | 0             | 1                               | 0                               | 1                               | 0                               | 34       | 0    | 7           | 0          |   |   |   |   |    |   |   |   |
| S. Leimbrink            | 2             | 0             | 1             | 0             | 0                               | 0                               | 0                               | 0                               | 2        | 0    | 1           | 0          |   |   |   |   |    |   |   |   |
| C. Lenze                | 16            | 6             | 3             | 0             | 0                               | 0                               | 0                               | 0                               | 16       | 6    | 3           | 0          |   |   |   |   |    |   |   |   |
| A. Menga                | 12            | 2             | 0             | 0             | 0                               | 0                               | 0                               | 0                               | 12       | 2    | 0           | 0          |   |   |   |   |    |   |   |   |
| T. Mičevski             | 10            | 0             | 0             | 0             | 1                               | 0                               | 0                               | 0                               | 11       | 0    | 0           | 0          |   |   |   |   |    |   |   |   |
| J. Nachtailer           | 2             | 0             | 0             | 0             | 0                               | 0                               | 0                               | 0                               | 2        | 0    | 0           | 0          |   |   |   |   |    |   |   |   |
| T. Ochs                 | 25            | 0             | 0             | 0             | 0                               | 0                               | 0                               | 0                               | 25       | 0    | 0           | 0          |   |   |   |   |    |   |   |   |
| S. Scheuer              | 8             | 0             | 0             | 0             | 1                               | 0                               | 0                               | 0                               | 9        | 0    | 0           | 0          |   |   |   |   |    |   |   |   |
| R. Schneider            | 3             | 0             | 0             | 0             | 0                               | 0                               | 0                               | 0                               | 3        | 0    | 0           | 0          |   |   |   |   |    |   |   |   |
| W. Schütte              | 9             | 2             | 1             | 0             | 0                               | 0                               | 0                               | 0                               | 9        | 2    | 1           | 0          |   |   |   |   |    |   |   |   |
| B. Schüßler             | 27            | 2             | 5             | 0             | 1                               | 0                               | 1                               | 0                               | 28       | 2    | 6           | 0          |   |   |   |   |    |   |   |   |
| S. Sidney               | 15            | 0             | 2             | 0             | 0                               | 0                               | 0                               | 0                               | 15       | 0    | 2           | 0          |   |   |   |   |    |   |   |   |
| G. Spork                | 20            | 0             | 6             | 1             | 1                               | 0                               | 1                               | 0                               | 21       | 0    | 7           | 1          |   |   |   |   |    |   |   |   |
| A. Tammen               | 13            | 0             | 2             | 0             | 1                               | 0                               | 0                               | 0                               | 14       | 0    | 2           | 0          |   |   |   |   |    |   |   |   |
| V. Trakys               | 12            | 0             | 0             | 0             | 0                               | 0                               | 0                               | 0                               | 12       | 0    | 0           | 0          |   |   |   |   |    |   |   |   |
| M. Tredup               | 33            | 0             | 7             | 0             | 1                               | 0                               | 0                               | 0                               | 34       | 0    | 7           | 0          |   |   |   |   |    |   |   |   |
| A. Ukrow                | 0             | 0             | 0             | 0             | 0                               | 0                               | 0                               | 0                               | 0        | 0    | 0           | 0          |   |   |   |   |    |   |   |   |
| A. Vier                 | 9             | 0             | 3             | 0             | 0                               | 0                               | 0                               | 0                               | 9        | 0    | 3           | 0          |   |   |   |   |    |   |   |   |
| A. Zimmermann           | 2             | 0             | 0             | 0             | 0                               | 0                               | 0                               | 0                               | 2        | 0    | 0           | 0          |   |   |   |   |    |   |   |   |
| M. von Walsleben-Schied | 33            | 12            | 4             | 0             | 1                               | 0                               | 0                               | 0                               | 34       | 12   | 4           | 0          |   |   |   |   |    |   |   |   |